# Jens Sørensen
Jens Sørensen (Copenhaga, 4 de abril de 1941 - 21 de novembro de 2020) foi um ciclista dinamarquês. Foi um dos atletas que representou a Dinamarca nos Jogos Olímpicos de 1960, em Roma, onde terminou em quinto lugar na prova de perseguição por equipes (4000 m).
É pai do também ciclista dinamarquês Rolf Sørensen.

## Morte
Sørensen morreu em 21 de novembro de 2020 aos 79 anos. Sua morte foi confirmado pela família.